# ماژول شناختی
ماژول شناختی (انگلیسی: Cognitive module) در روان‌شناسی شناختی ابزار یا زیر واحد تخصصی است که می‌تواند توسط سایر بخش‌ها برای حل تکالیف شناختی استفاده شود. در نظریه‌های پیمانه‌ای بودن ذهن و نظریه جامعه ذهنی مرتبط با آن استفاده می‌شود و توسط جری فودور در سراسر روان‌شناسی شناختی توسعه داده شده‌است. با کتاب او، مدولاریت ذهن (۱۹۸۳) بیشتر شناخته شد.